# Да Силва Симоэнс, Фабиана
Фабиана да Силва Симоэнс (порт. Fabiana da Silva Simões, более известная как Фабиана или Фабиана Байана (порт. Fabiana Baiana); 4 августа 1989, Салвадор) — бразильская футболистка, правая защитница. Игрок сборной Бразилии.

## Биография

### Клубная карьера
Начала взрослую карьеру в 15-летнем возрасте, после переезда в Рио-де-Жанейро, где выступала за «Америку». После короткого периода в другом клубе из штата Рио — «СЕПЕ Кашиас», перешла в испанский клуб «Спортинг де Уэльва», помогла клубу избежать вылета из высшего дивизиона Испании. Затем играла на родине за «Коринтианс».
В 2009—2010 годах играла в американской профессиональной лиге WPS за «Бостон Брикерс», была выбрана на международном драфте в первом раунде. Значительную часть сезона 2009 года пропустила из-за травмы, полученной ещё в играх за «Коринтианс», и выходила на поле за «Брикерс» только в последних 7 матчах сезона. Во время восстановления провела два матча за фарм-клуб «Бостон Ацтек» в лиге WPSL. В следующем сезоне сыграла 21 матч, из них 14 в стартовом составе, и забила один гол в ворота «Чикаго Ред Старз». На следующий год «Бостон» предложил спортсменке уменьшенный контракт, однако она отказалась.
В 2011—2013 годах выступала за подмосковную «Россиянку», стала чемпионкой России сезона 2011/12 и вице-чемпионкой сезона 2012/13. Всего за российский клуб провела 18 матчей (4 гола) в чемпионате России и 10 матчей (2 гола) в Лиге чемпионов.
В 2013 году играла в Бразилии за «Сан-Жозе», стала вице-чемпионкой Бразилии, вице-чемпионкой штата Сан-Паулу и обладательницей Кубка Либертадорес. В начале 2014 года подписала контракт с шведским «Тюресо», однако клуб испытывал финансовые проблемы, из-за этого спортсменка не получила рабочую визу в Швеции и вернулась на родину. В 2016 году выступала за китайский клуб «Далянь Цюаньцзян» и стала чемпионкой Китая, в решающем матче в последнем туре против «Армии» (2:0) забила гол и отдала результативную передачу.
Весной 2017 года играла за «Коринтианс», который в итоге стал чемпионом Бразилии. Затем перешла в «Барселону», стала вице-чемпионкой и обладательницей Кубка Испании, но не была регулярным игроком основы. С 2019 года выступала в Бразилии за «Интернасьонал».

### Карьера в сборной
Бронзовый призёр молодёжного чемпионата мира 2006 года в составе сборной Бразилии до 20 лет.
В национальной сборной Бразилии дебютировала в 13 ноября 2006 года в матче чемпионата Южной Америки против Перу, бразильянки стали серебряными призёрами турнира. Участвовала во многих других крупных турнирах — на Олимпийских играх 2008 года стала финалисткой, на чемпионате мира 2011 года — четвертьфиналисткой, на Олимпиаде 2012 года — также четвертьфиналисткой. На чемпионате мира 2015 года её команда уступила в 1/8 финала. На Олимпиаде 2016 года заняла четвёртое место. В 2019 году была включена в предварительный состав сборной перед чемпионатом мира, но из-за травмы была исключена из состава перед окончательной заявкой.
Неоднократно была победительницей и призёром континентальных соревнований — Кубка Америки и Пан-Американских игр, а также различных товарищеских турниров.